# Paul Uhle (Mediziner)
Johann Paul Uhle (* 17. April 1827 in Nossen, Sachsen; † 4. November 1861 in Jena) war ein deutscher Pathologe.
Uhle wurde 1852 an der Universität Leipzig promoviert. Er war Mitglied der 1829 gegründeten Leipziger Medizinischen Gesellschaft. 1859 wurde er Professor in Dorpat und 1860 Professor für spezielle Pathologie sowie Direktor der Medizinischen Klinik in Jena.

## Werke
- Der Winter in Oberägypten als Klimatisches Heilmittel. B. G. Teubner, Leipzig 1858
- als Hrsg. mit Ernst L. Wagner: Handbuch der allgemeinen Pathologie. Wigand, Leipzig 1862; 7. Aufl. 1876